# Barajul Mujib
Barajul Mujib (în arabă سد الموجب) este situat în Wadi Mujib, între orașele Madaba și Kerak, în Guvernoratul Madaba din Iordania. Este un baraj de beton laminat cu umplutură cu miez de argilă finalizat în 2004, după șase ani de construcție. Autostrada 35, o parte din Drumul Regilor, traversează creasta. Apa pe care o îndiguiește este combinată cu apă desalinizată apă canalizată din puțurile sărăcăcioase de-a lungul Mării Moarte spre vest într-un reservor care deține 35 de milioane m3 (1 miliard de galoane americane) care furnizează în principal Amman, 100 kilometri (62 mi) la nord, contribuind la ușurarea unei aprovizionarea națională cu apă.
Capacitatea de stocare a barajului este de 30 milioane m3. Construcția barajului a început în 1999, iar construcția a fost finalizată în 2003. Barajul este utilizat în mai multe scopuri, inclusiv potabil, industrie și irigații. Barajul a fost inundat în cursul anului 2013 din cauza ploii abundente și a zăpezii care au căzut în zonă în acel an.